# Robert Basauri
Pour les articles homonymes, voir Basauri.
Pas d'image ? Cliquez ici

a Compétitions nationales et continentales officielles uniquement.

b Matchs officiels uniquement.
Dernière mise à jour le 17 septembre 2015.
Robert Basauri (né le 30 août 1934 à Hendaye et décédé le 7 février 2015 à Albi) est un ancien joueur français de rugby à XV.

## Biographie
Demi d'ouverture, Robert Basauri fait des débuts au Stade hendayais avant de rejoindre en 1954 le Sporting club albigeois. Cette même année, il participe à la tournée de l'équipe de France en Argentine, disputant son premier et seul test avec les Bleus le 29 août 1954 contre les Pumas.
Il fait ensuite partie de l'équipe de France militaire lors de son passage au bataillon de Joinville. Mobilisé, il sert lors de la Guerre d'Algérie qui lui ôte alors toute carrière dans le rugby. De retour au civil, il devient employé municipal.
Robert Basauri est père de deux enfants et grand-père de trois petits-fils. 
Il meurt en février 2015 à Albi.

## Carrière de joueur

### En club
- Stade hendayais
- SC Albi

### En équipe nationale
Il a disputé un test match le 29 août 1954 contre l'équipe d'Argentine.

## Palmarès
- Sélection en équipe nationale : 1 (+1 non officielle)